# Kapitán (fotbal)

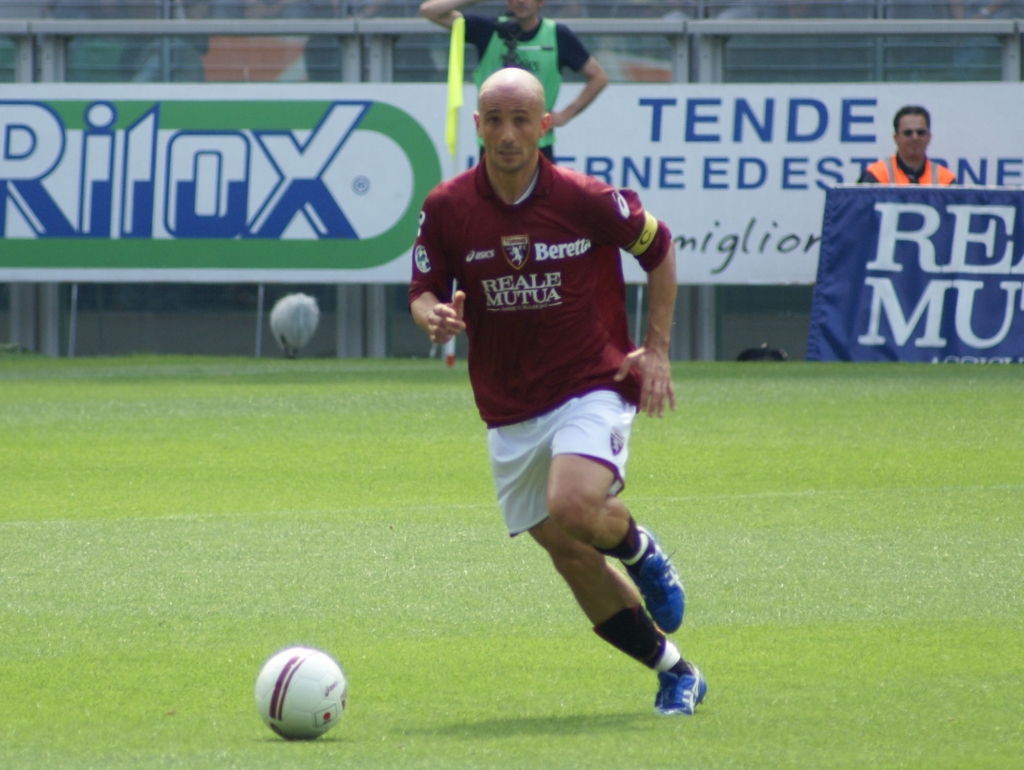
Kapitán je po celou dobu zápasu označen kontrastní páskou na levém rukávu

Kapitán je ve fotbale jeden z hráčů na hřišti, který byl před utkáním do této funkce vybrán. Zastupuje své družstvo při jednání s rozhodčím, vede mužstvo při pozdravu před zápasem apod. Po celou dobu utkání je označen páskou na levém rukávu. Pokud je vystřídán, jednoho z hráčů na hřišti jmenuje svým zástupcem (a předá mu kapitánskou pásku).
Kapitánem bývá hráč s autoritou jak v družstvu, tak mimo něj; obvykle (ne však vždy) patří mezi starší (či zkušenější) hráče.

## Funkce
Samotná pravidla fotbalu funkci kapitána nijak nevymezují, pouze konstatují, že kapitán nemá z pohledu pravidel žádný zvláštní status či privilegia (např. ohledně projevování nesouhlasu s výroky rozhodčího), avšak má za chování svého týmu jistou zodpovědnost.
Rozhodnutí a výklad FAČR kapitánovi svěřují zejména funkce ohledně komunikace s rozhodčím – jeho prostřednictvím informuje rozhodčí družstvo o některých důležitých situacích, kapitán může rozhodčího vyzvat ke kontrole míče či soupeřovy výstroje, informuje rozhodčího o připravovaném (či v poločase provedeném) střídání. Kapitáni tvoří také prostředníky rozhodčímu v případě vniknutí obecenstva na hrací plochu či hrubě nesportovního chování diváků. Kapitán také rozhoduje o tom, který hráč má vykonat pokutový kop, a má zodpovědnost za to, že vyloučený hráč opustí hřiště.
Podle výkladu FAČR je kapitán (případně jeho zástupce) jediným, kdo se v průběhu hry smí (vhodným způsobem) obracet na rozhodčího (může však za to být potrestán, pokud rozhodčí jeho jednání nebude považovat za korektní).
Kapitáni také vedou svá družstva při pozdravu před a po utkání, odcházejí ze hřiště jako poslední a zastupují družstvo při losování stran hřiště a zahajujícího týmu před začátkem utkání (případně prodloužení).

## Označení

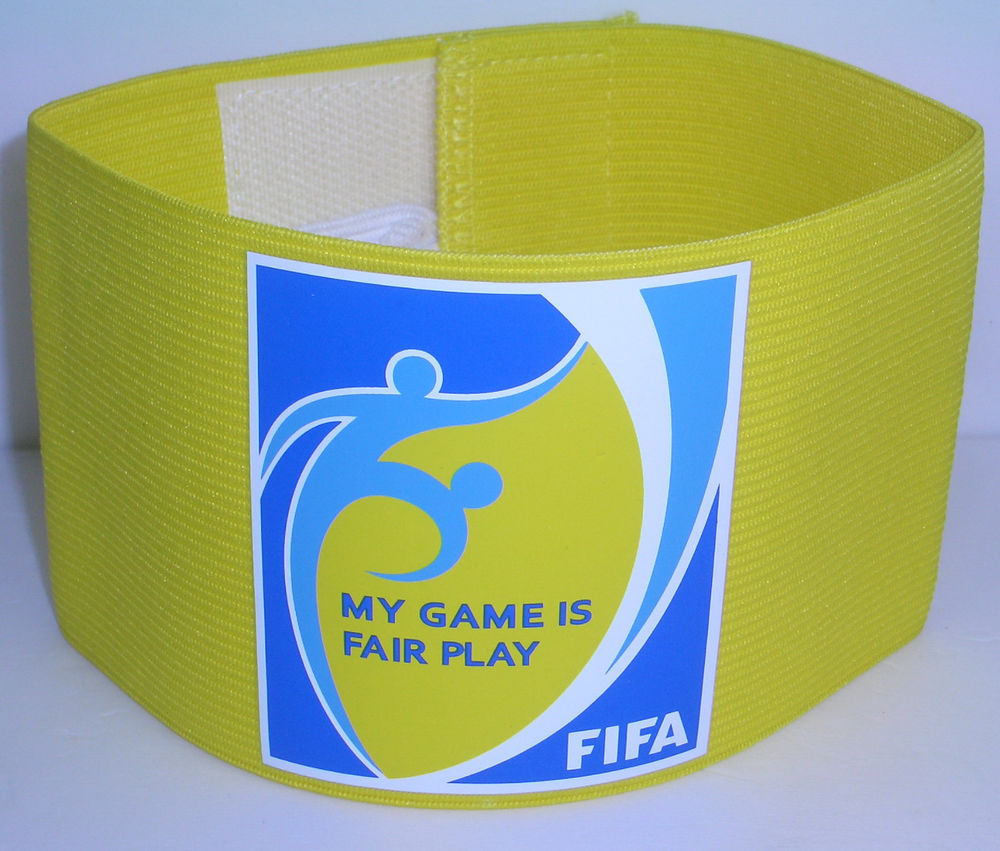
Kapitánská páska s emblémem FIFA

Již před utkáním je jeden z hráčů nastupujících k utkání určen jako kapitán. Pokud je vystřídán, vyloučen ze hry nebo z jiného důvodu odstoupí ze hry, vybere si jiného hráče na hřišti, kterého jmenuje svým zástupcem se všemi právy a povinnostmi kapitána.
Po celou dobu utkání je kapitán povinen na levém rukávě nosit zřetelnou pásku barvy odlišné od barvy dresu, její šířka musí být minimálně 5 cm. V případě, že kapitán odstoupí, musí tuto pásku předat svému zástupci.